# Periaptodes
Periaptodes is een kevergeslacht uit de familie van de boktorren (Cerambycidae). De wetenschappelijke naam van het geslacht werd voor het eerst geldig gepubliceerd in 1866 door Pascoe.

## Soorten
Periaptodes omvat de volgende soorten:
- Periaptodes frater Poll, 1887
- Periaptodes lictor Pascoe, 1866
- Periaptodes olivieri (Thomson, 1865)
- Periaptodes paratestator Breuning, 1980
- Periaptodes potemnemoides Kriesche, 1936
- Periaptodes testator Pascoe, 1866